# Noordelijke Centrale Provincie
De Noordelijke Centrale Provincie (Singalees: Uturumæ̆da paḷāta; Tamil: Vaṭamattiya mākāṇam) is een provincie van Sri Lanka. De hoofdstad is Anuradhapura en de provincie heeft 1.040.963 inwoners (2001). Een andere historische stad is Polonnaruwa.
De provincie loopt economisch gezien achter en is relatief dunbevolkt. De provincie bestaat vooral uit tropische bosgebieden.
De provincie bestaat uit twee districten, dit zijn:
- Anuradhapura
- Polonnaruwa

## Bezienswaardigheid
- Avukana Boeddhabeeld
- Gal Vihara

Centrale Provincie (Kandy · Matale · Nuwara Eliya) · Oostelijke Provincie (Ampara · Batticaloa · Trincomalee) · Noordelijke Centrale Provincie (Anuradhapura · Polonnaruwa) · Noordelijke Provincie (Jaffna · Kilinochchi · Mannar · Mullaitivu · Vavuniya) · Noordwestelijke Provincie (Kurunegala · Puttalam) · Sabaragamuwa (Kegalle · Ratnapura) · Uva (Badulla · Moneragala) · Westelijke Provincie (Colombo · Gampaha · Kalutara) · Zuidelijke Provincie (Galle · Hambantota · Matara)